# Лошкейт, Фёдор Иванович
Фёдор Иванович Лошкейт (1846—1931) — член Гродненского окружного суда, член IV Государственной думы от Гродненской губернии.

## Биография
Православный. Потомственный дворянин Гродненской губернии. Землевладелец Белостокского уезда (261 десятина).
Среднее образование получил в Гатчинском Николаевском сиротском институте, специальные классы которого окончил в 1864 году с правом на чин XIV класса. В том же году поступил на службу в штат канцелярии минского губернатора. В 1866 году был перемещен на должность младшего помощника надзирателя 1-го округа акцизного управления Минской губернии.
В 1875 году перешел в Министерство юстиции с назначением мировым судьей Тельшевского судебно-мирового округа Ковенской губернии. Затем последовательно занимал должности: мирового судьи посада Гродиска Варшавской губернии (1878—1884), председателя съезда мировых судей 2-го округа Келецкой губернии (1884—1887) и председателя съезда мировых судей 1-го округа Люблинской губернии (1887—1910). Дослужился до чина действительного статского советника (1 января 1900 года). В 1910 году был назначен членом Гродненского окружного суда, в каковой должности пробыл до избрания в Государственную думу, когда был уволен, согласно прошению, с мундиром. Кроме того, с 1908 года состоял почетным мировым судьей Белостокского, а затем и Гродненского уездов.
В 1912 году был избран членом IV Государственной думы от Гродненской губернии. Примыкал к фракции прогрессистов (во 2-ю сессию — беспартийный). Состоял товарищем председателя редакционной комиссии, а также членом комиссий: по запросам, по судебным реформам и по городским делам.
После Февральской революции выполнял поручения Временного комитета Государственной думы, 17 марта 1917 года был командирован в качестве представителя Государственной думы в Комиссию по вопросу об устройстве временных сельских судов. Затем был членом Особой комиссии для рассмотрения вопросов о помиловании или облегчении участи осужденных и Комиссии о помиловании и смягчении участи лиц, осужденных военным и военно-морским судами. В сентябре 1917 года был назначен гродненским губернским комиссаром Временного правительства.
Скончался в 1931 году. Похоронен на Новодевичьем кладбище в Санкт-Петербурге. Был женат на Наталье Григорьевне Антониковской, имел двоих детей.

## Награды
- Орден Святой Анны 2-й ст. (1892)
- Орден Святого Владимира 3-й ст. (1903)
- Орден Святого Станислава 1-й ст. (1905)

- медаль «За труды по первой всеобщей переписи населения»
- знак отличия беспорочной службы за XL лет